# VfB 07 Klötze
Der Verein für Bewegungsspiele 07 Klötze e. V., kurz VfB 07 Klötze, ist ein Sportverein in der Altmarkstadt Klötze. Er bietet zahlreiche Sportarten an und hat mehr als 700 Mitglieder. Dem VfB stehen die Sportanlagen des städtischen Geschwister-Scholl-Stadions im Südosten der Stadt zur Verfügung.

## Geschichte
Der VfB wurde am 29. Juni 1907 gegründet. Er überstand beide Weltkriege, ehe er 1945 im Rahmen des von der sowjetischen Besatzungsmacht initiierten Vereinsverbots aufgelöst wurde. Danach wurde der Sportbetrieb in einer lose organisierten Sportgemeinschaft weitergeführt. Nachdem das Sportwesen ab 1948 in Ostdeutschland auf der Basis von Betriebssportgemeinschaften (BSG) neu organisiert wurde, gründeten die staatlichen Verwaltungsbetriebe in der Stadt Klötze die BSG Einheit Klötze. Im Zuge der Neuorganisation des Sports in der Stadt wurde die BSG zunächst 1959 in „Aufbau“ (Trägerbetriebe der Bauwirtschaft) und 1960 in BSG „Traktor“ Klötze (Trägerbetrieb Landwirtschaftliche Produktionsgenossenschaft) umbenannt. Hauptsportart war Fußball, der jedoch über den Bezirksligarahmen nicht hinauskam. Nach der politischen Wende von 1990 beendeten wirtschaftliche Gründe das System der Betriebssportgemeinschaften in der DDR. In Klötze gründeten ehemalige BSG-Mitglieder am 8. August 1990 den VfB Klötze 07 neu. Er wurde vor allem ein Schwerpunkt des Kraftsports. Die Gewichtheber des VfB wurden 2007 Deutscher Meister, sie beteiligten sich sowohl an Europa- als auch an Weltmeisterschaften.

## Aktuelle Situation
Mit Stand 2008 bietet der VfB in acht Sparten die Sportarten Fußball, Handball, Volleyball, Tischtennis, Badminton, Kraftsport, Gymnastik, Wandern und Dart an. Die Kraftsportler sind in der Bundesliga vertreten, die Fußballfrauen spielen in der Landesklasse, die Tischtennisspieler in der Bezirksliga. Die aktuelle Mitgliederzahl wird mit 776 Männern und Frauen angegeben.

## Entwicklung des Fußballsports
Zwischen 1925 und 1929 beteiligte sich der VfB Klötze viermal an der mitteldeutschen Landesmeisterschaft, schied jedoch stets schon in der Vorrunde meist nach hohen Niederlagen aus, z. B. 1929: FV Fortuna Magdeburg – VfB Klötze 13:1. Danach tauchte der Verein nicht mehr überregional auf. Auch nach 1945 bewegte sich die BSG Einheit unter dem Niveau der dritt- bzw. viertklassigen Bezirksliga. Erst in der Saison 1957 gelang der Aufstieg in die zu dieser Zeit viertklassigen Bezirksliga Magdeburg. Über die Nachfolge-BSG Aufbau und Traktor konnte die Bezirksliga, ab 1963 drittklassig, gehalten werden. 1968 musste die BSG Traktor als Tabellenvorletzter in die Bezirksklasse absteigen. Danach gab es ein ständiges Auf und Ab zwischen Viert- und Drittklassigkeit, bis sich die BSG Traktor ab 1973 noch einmal für zehn Spielzeiten in der Bezirksliga etablieren konnte. 1984 gab es einen erneuten Abstieg in die Bezirksklasse, danach wurde die Bezirksliga bis zum Ende des DDR-Fußballsports nicht mehr erreicht.
In den Jahren 1966, 1979 und 1981 gewann Traktor Klötze den Bezirks-Fußballpokal und qualifizierte sich damit für den jeweils anschließenden DDR-weiten FDGB-Fußballpokal. Während man 1979 in der ersten Runde den zweitklassigen Lokalrivalen Lok Stendal eliminieren konnte, musste Klötze sowohl 1966 und 1981 gleich nach dem ersten Auftritt ausscheiden.
- 1966:
  - Bezirksfinale: Traktor Klötze – Empor Tangermünde 1:0
  - FDGB-Pokal: Traktor Klötze – 1. FC Magdeburg 0:2
- 1979:
  - Bezirksfinale: Traktor Klötze – Motor Schönebeck 4:1 n. V.
  - FDGB-Pokal: Traktor Klötze – BSG Lokomotive Stendal 1:0, – Dynamo Schwerin 1:3
- 1981:
  - Bezirksfinale: Traktor Klötze – Motor/Vorwärts Oschersleben 5:2
  - FDGB-Pokal: Traktor Klötze – BSG Stahl Thale 0:4

Auch im DFB-Spielbetrieb ab 1991 kam die 1. Männermannschaft des VfB 07 Klötze lange nicht über das Kreisniveau hinaus. Erst in der Saison 2008/2009 stieg der VfB in die Landesklasse Sachsen-Anhalt auf. Der Verein ist DFB-Stützpunkt. 2008 beteiligte sich der VfB mit zwei Männermannschaften und fünf Nachwuchsteams am Spielbetrieb. Die Frauenmannschaft spielte in der Saison 2008/09 in der Landesklasse Sachsen-Anhalt.